# Ensemble In der Runken
Das Ensemble In der Runken befindet sich in Bremen, Stadtteil Mitte, Ortsteil Ostertor, In der Runken 11 bis 25. Das Ensemble entstand um 1855, um 1865 und 1890. Die Wohnhausgruppe steht seit 1973 unter Bremer Denkmalschutz.
Die gekrümmte Straße In der Runken führt in West-Ost-Richtung und dann Nord-Süd-Richtung von der Weberstraße bis zum Sielpfad und tangiert dabei die Blücherstraße von 1860, Auwigstraße (Bauunternehmer Lüder Auwig) sowie die Kreuzstraße. Die früher fast kreisförmige Straße wurde nach dem Runken benannt, ein Begriff für den Radkranz; 1854 verlor sie bei der Entwicklung des Paulsviertels (Paulkloster) ihre damalige Form.  

## Geschichte
Nur 50 Häusern befanden sich zu Beginn des 
19. Jahrhunderts noch in zumeist offener Bauweise vor dem Ostertor; Handwerker, Wäscherinnen und Zigarrenmacher wohnten hier.

1849 wurden Gebiete vom Ortsteil Ostertor eingemeindet und die Bürger erhielten das volle Bürgerrecht von Bremen. Es wurde nach der Aufhebung der Torsperre verstärkt gebaut. 
Die zwei- und auch dreigeschossigen (Nr. 17) verputzten, dreiachsigen Häuser (11–11A, 15, 17–25) von um 1865, im Stil des Klassizismus in der Epoche des Historismus entworfen, sind typische Bremer Häuser mit Satteldächern und mit Fries.

Nr. 18 und 22 wurden zweigeschossig bereits um 1855 im Stil der Romantik gebaut. Auffällig der stark strukturierte Fries 
unter dem Walmdach und die oberen Fenster mit Rundbogen.

Um 1890 entstanden die dreigeschossigen Häuser Nr. 19 und 21 mit einem damals modernen Wechsel zwischen Putz und Sichtziegelverblendung im Stil der Neorenaissance.
Das Landesamt für Denkmalpflege Bremen schrieb dazu: „Die Häuser dieses kleinen Ensembles verbildlichen die über mehrere Jahrzehnte gewachsene Struktur in diesem Wohnquartier..“
Der im Stadtteil häufig vorkommende Häusertyp Bremer Haus wurde in Bremen zwischen der Mitte des 19. Jahrhunderts und den 1930er Jahren errichtet. Charakteristisch sind das Souterrain als Tiefparterre, die tiefe Gebäudeform und der seitliche Eingang.

Heute (2018) werden die Häuser weiterhin für Wohnzwecke genutzt. 